# Leufroyia concinna
Leufroyia concinna é uma espécie de gastrópode do gênero Leufroyia, pertencente a família Raphitomidae.